# Lagoa dos Patos (Rio Grande do Sul)
Pour les articles homonymes, voir Patos (homonymie).
La lagoa dos Patos (aussi appelée laguna dos Patos par certains spécialistes), « lagune des Canards » en français, est la plus grande lagune d'Amérique du Sud. Elle se situe au Brésil, dans l’État du Rio Grande do Sul. Elle s'étend sur 265 km de longueur du nord-est au sud-ouest, parallèlement à l'océan Atlantique, sa superficie est de 10 144 km2.

## Histoire
Son nom serait lié aux tribus indiennes araxane qui habitaient la région du Rio Grande do Sul, connues sous le nom de patos.
Une autre version raconte que le nom de la lagune proviendrait d'évènements de 1554. À cette époque, des navires espagnols se rendant au rio de la Plata se virent obligés par une tempête de se réfugier derrière la barre de Rio Grande. Ils laissèrent là s'enfuir quelques canards du bord. Les volatiles s'acclimatèrent si bien en ces lieux qu'ils se reproduisirent jusqu'à couvrir la surface des eaux, donnant ainsi leur nom au lac.

## Géographie
Au nord-est, elle est reliée à la lagoa do Casamento, et au nord-ouest, au Guaíba, qui est en réalité un estuaire qui fait la jonction entre la Lagoa dos Patos et le Delta du Jacuí.
Au sud, près de son estuaire, on trouve les villes de Rio Grande et São José do Norte, de chaque côté du canal naturel qui relie cette lagune à l'océan Atlantique Sud. Un peu avant, cette lagune est également reliée à la lagoa Mirim, par le canal São Gonçalo.
Enfin, la lagune est praticable par des navires ayant jusqu'à 5,10 m de tirant d'eau, de Rio Grande à Porto Alegre.